# Индо-Тихоокеанска кралска скумрия
Индо-Тихоокеанската кралска скумрия (Scomberomorus guttatus) е вид бодлоперка от семейство Scombridae.

## Разпространение и местообитание
Видът е разпространен в Бангладеш, Бахрейн, Бруней, Виетнам, Индия, Индонезия, Ирак, Иран, Камбоджа, Катар, Китай, Кувейт, Макао, Малайзия, Мианмар, Обединени арабски емирства, Оман, Пакистан, Провинции в КНР, Саудитска Арабия, Сингапур, Тайван, Тайланд, Филипини, Хонконг, Шри Ланка и Япония.
Обитава крайбрежията на полусолени водоеми, океани, морета и заливи. Среща се на дълбочина от 15 до 200 m, при температура на водата от 25,9 до 27,6 °C и соленост 32,9 – 36,4 ‰.

## Описание
На дължина достигат до 76 cm.